# Night Call (álbum)
Night Call es el tercer álbum de estudio del proyecto en solitario del británico Olly Alexander bajo el nombre de Years & Years, que publicó mundialmente el 21 de enero de 2022 el sello discográfico Polydor, marcando así el lanzamiento de su primer álbum como solista tras la partida de Mikey Goldsworthy y Emre Türkmen. Fue precedido por tres sencillos: Starstruck, Crave y Sweet Talker, junto con Galantis. Además, Alexander ya ha anunciado las primeras fechas del Night Call Tour que comenzará en 2022 y en apoyo del álbum por el Reino Unido e Irlanda.

## Antecedentes
Desde el lanzamiento en 2018 de su segundo álbum, Palo Santo junto con el cual embarcaron en la gira Palo Santo Tour (2018–19) recorriendo el continente europeo, asiático y americano, la banda llevaba en reseco hasta el pasado año. En marzo del 2021, la banda anunció el abandono de Goldsworthy y Türkmen, como miembros activos, convirtiéndola en un proyecto en solitario de Olly Alexander.
En septiembre de 2021, vía redes sociales, Alexander compartió la portada del disco y la fecha de lanzamiento.

## Sencillos
El 23 de marzo de 2021, Olly Alexander anunció el sencillo principal del álbum "Starstruck", que se lanzó el 8 de abril. Fue el primer lanzamiento de una canción de Alexander bajo,Years & Years, como un proyecto en solitario, luego de las salidas de Goldsworthy y Türkmen. La canción alcanzó el puesto 31 en la lista de singles del Reino Unido y se promocionó con un video musical, que se lanzó el 12 de abril, y una variedad de remixes, incluido uno con la cantante australiana Kylie Minogue.
"Crave" se lanzó el 28 de septiembre de 2021 como el segundo sencillo del álbum, que se publicó junto con el anuncio del álbum. Un video musical de la canción se estrenó el mismo día.
"Sweet Talker", junto con el dúo Galantis, se lanzó como el tercer sencillo del álbum el 24 de noviembre de 2021. El video musical de la canción se estrenó el 9 de diciembre y la canción alcanzó el puesto 36 en la lista de singles del Reino Unido. Fue aclamado por la revista Billboard, como "un himno romántico y glorioso para la pista de baile".

## Respuesta crítica
Night Call ha recibido críticas generalmente favorables de los críticos musicales. En Metacritic, que asigna una calificación normalizada de 100 a las reseñas de los principales críticos, el álbum tiene un puntaje promedio de 71 basado en 13 reseñas. El agregador de AnyDecentMusic? le dio un 6.6 de 10, basado en su evaluación del consenso crítico.
Mark Collar de AllMusic dijo: "Si bien Night Call se basa muy bien en las raíces electrónicas indie de Years & Years, principalmente se siente como un nuevo comienzo para Alexander mientras abraza audazmente su futuro pop". En una crítica positiva, Robin Murray de Clash dijo que "Nunca transgrede del todo esas influencias, pero en términos de puro encanto y bravura coloca a Olly a la altura de sus ídolos".
En una reseña mixta que escribió para The Skinny, Nadia Younes expone: "Desafortunadamente, la primera salida en solitario de Olly Alexander como Years & Years no da en el blanco, pero a pesar de que pueden ser pocos y distantes entre sí, todavía hay algunos atisbos de potencial en Night Call".

## Lista de canciones
| Edición estándar |                               |                                                            |                    |          |  |
| N.º              | Título                        | Escritor(es)                                               | Productor(es)      | Duración |  |
| 1.               | «Consequences»                | Olly Alexander y Mark Ralph                                | Ralph y Ed Carlile | 3:05     |  |
| 2.               | «Starstruck»                  | Alexander, Clarence Coffee Jr., Ralph y Nathaniel Ledwidge | Ralph y DetoNate   | 3:27     |  |
| 3.               | «Night Call»                  | Alexander, Max Wolfgang, Ralph y George Reid               | Ralph y Reid       | 2:50     |  |
| 4.               | «Intimacy»                    | Alexander, Coffee Jr.,Ralph y Ledwidge                     | Ralph y DetoNate   | 2:35     |  |
| 5.               | «Crave»                       | Alexander y Ralph                                          | Ralph y DetoNate   | 3:17     |  |
| 6.               | «Sweet Talker» (con Galantis) | Alexander, Wolfgang, Ralph y Galantis                      | Ralph y Galantis   | 2:57     |  |
| 7.               | «Sooner or Later»             | Alexander, Coffee Jr. y Ralph                              | Ralph              | 3:20     |  |
| 8.               | «20 Minutes»                  | Alexander, Stephen Wrabel y Jesse Shatkin                  | Ralph y Reid       | 2:59     |  |
| 9.               | «Strange and Unusual»         | Alexander, Caroline Ailin, Ralph y Ledwidge                | Ralph y DetoNate   | 3:15     |  |
| 10.              | «Make It Out Alive»           | Alexander, Ilsey Juber, Shatkin y Ralph                    | Ralph y Georgia    | 3:03     |  |
| 11.              | «See You Again»               | Alexander,Coffee Jr., Ralph y Ledwidge                     | Ralph              | 3:09     |  |
| 33:57            |                               |                                                            |                    |          |  |

| Edición deluxe |                                            |                                                                                  |                      |          |  |
| N.º            | Título                                     | Escritor(es)                                                                     | Productor(es)        | Duración |  |
| 12.            | «Immaculate»                               | Alexander, Wolfgang y Ralph                                                      | Ralph y Reid         | 2:51     |  |
| 13.            | «Muscle»                                   | Alexander, Wrabel yJoel Little                                                   | Little               | 3:07     |  |
| 14.            | «Reflection»                               | Alexander,Coffee Jr. y Ledwidge                                                  | DetoNate             | 3:31     |  |
| 15.            | «A Second to Midnight» (con Kylie Minogue) | Kylie Minogue, Alexander, Martin Sjølie, Richard "Biff" Stannard, Duck Blackwell | Stannard y Blackwell | 3:27     |  |
| 16.            | «Starstruck» (Kylie Minogue remix)         | Alexander, Coffee Jr., Ralph, Ledwidge y Minogue                                 | Ralph y DetoNate     | 3:26     |  |
| 50:19          |                                            |                                                                                  |                      |          |  |

## Posicionamiento en listas

### Semanales
| Lista                                    | Mejor posición |
| ---------------------------------------- | -------------- |
| Australia (ARIA)                         | 88             |
| Bélgica (Ultratop flamenca)              | 15             |
| Bélgica (Ultratop valona)                | 12             |
| Francia (SNEP)                           | 134            |
| Alemania (Offizielle Top 100)            | 47             |
| Irlanda (OCC)                            | 19             |
| Escocia (Scottish Albums Chart)          | 2              |
| España (PROMUSICAE)                      | 39             |
| Suiza (Schweizer Hitparade)              | 62             |
| Reino Unido (UK Albums Chart)            | 1              |
| Estados Unidos (Billboard 200)           | 88             |
| Estados Unidos (Dance/Electronic Albums) | 5              |

## Certificaciones
| País        | Organismo certificador | Certificación | Ventas certificadas | Ref    |
| ----------- | ---------------------- | ------------- | ------------------- | ------ |
| Reino Unido | BPI                    | Plata         | 60 000              | [ 33 ] |

## Historial de lanzamiento
| País   | Fecha                 | Formato                          | Discográfica          | Edición(es)                | Ref.                 |
| ------ | --------------------- | -------------------------------- | --------------------- | -------------------------- | -------------------- |
| Varios | 21 de enero de 2022   | CD, descarga digital y streaming | Polydor               | Edición Estándar // Deluxe | [ 34 ] [ 35 ] [ 36 ] |
| Japón  | 16 de febrero de 2022 | CD                               | Universal Music Japan | Edición Japonesa           | [ 37 ]               |